# علي الدعية
عَلي الدعية (1980 -) هو شاعر قطري.

## حياته ومسيرته
عَلي بن سالِم الدعية المري  من مواليد 1980، وهو الحاصل على المركز الأول وعلى جائزة السيف في شاعر المعنى بنسخته الأولى في عام 2008، وهو يمتلك العديد من المحاورات والقصائد الجميلة، كما أن بداية دخوله في مجال الشعر كانت عبر شعر النظم وكان عمره في ذلك الوقت ما بين السابعة والثامنة عشر ثم انطلق في ساحة المحاورة ولعب مع عدد كبير من كبار شعراء المحاورة أمثال الشاعر فلاح القرقاح والشاعر تركي الميزاني والشاعر ملفي المورقي وغيرهم من شعراء المحاورة.
1. ↑  "الشاعر علي الدعيه المري". موقع الشعر. 5 أكتوبر 2008. اطلع عليه بتاريخ 2024-04-27.
2. ↑  "شاعر المعني الفائز علي الدعيه المري [الأرشيف] - مجالس العجمان الرسمي". www.alajman.ws. اطلع عليه بتاريخ 2024-04-27.
3. ↑  Saleh، Ayman (4 نوفمبر 2021). "السلطات القطرية تفرج عن الشاعر علي الدعية". إرم نيوز. اطلع عليه بتاريخ 2024-04-27.